# 博多駅地下街
博多駅地下街（はかたえきちかがい）は、福岡県福岡市博多区博多駅中央街の博多駅博多口にある地下街である。マイング博多駅名店街、博多1番街と共に、株式会社博多ステーションビルが運営する。愛称は「えきちか」。

## 概要
福岡市地下鉄空港線の博多駅・博多口側コンコース広場（地下1階）に隣接しており、当該コンコースから、博多バスターミナル（「バスチカ」）、博多新三井ビル、福岡朝日ビル（サンプラザ地下街）にそれぞれ伸びる地下連絡通路に沿う形で地下街を形成している。地下街での買い物や食事の他に、駅前の交通量の多い通りを避けて横断できる通路としても人通りが多い。

施設の写真
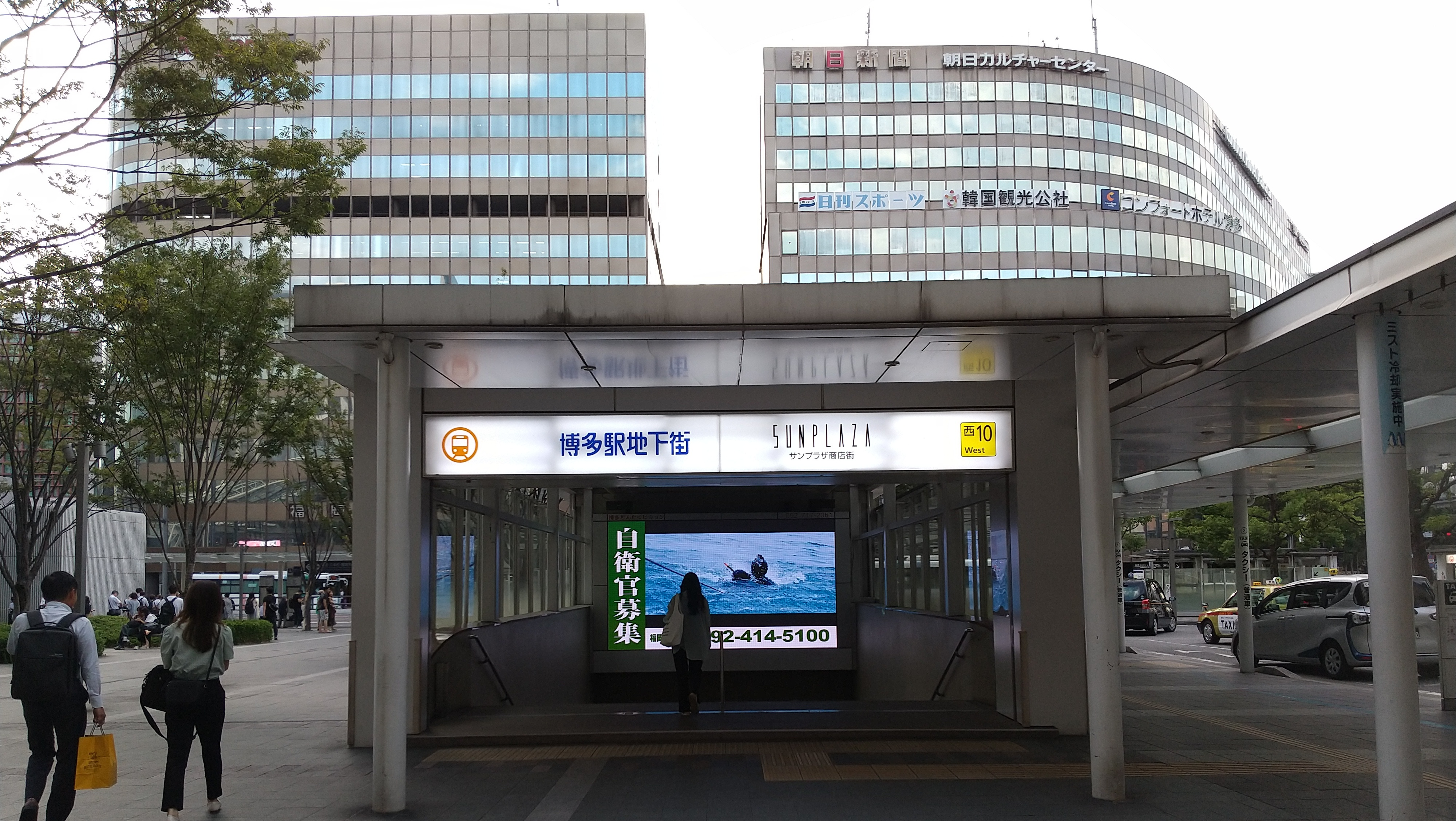
博多口側駅前広場からの入口
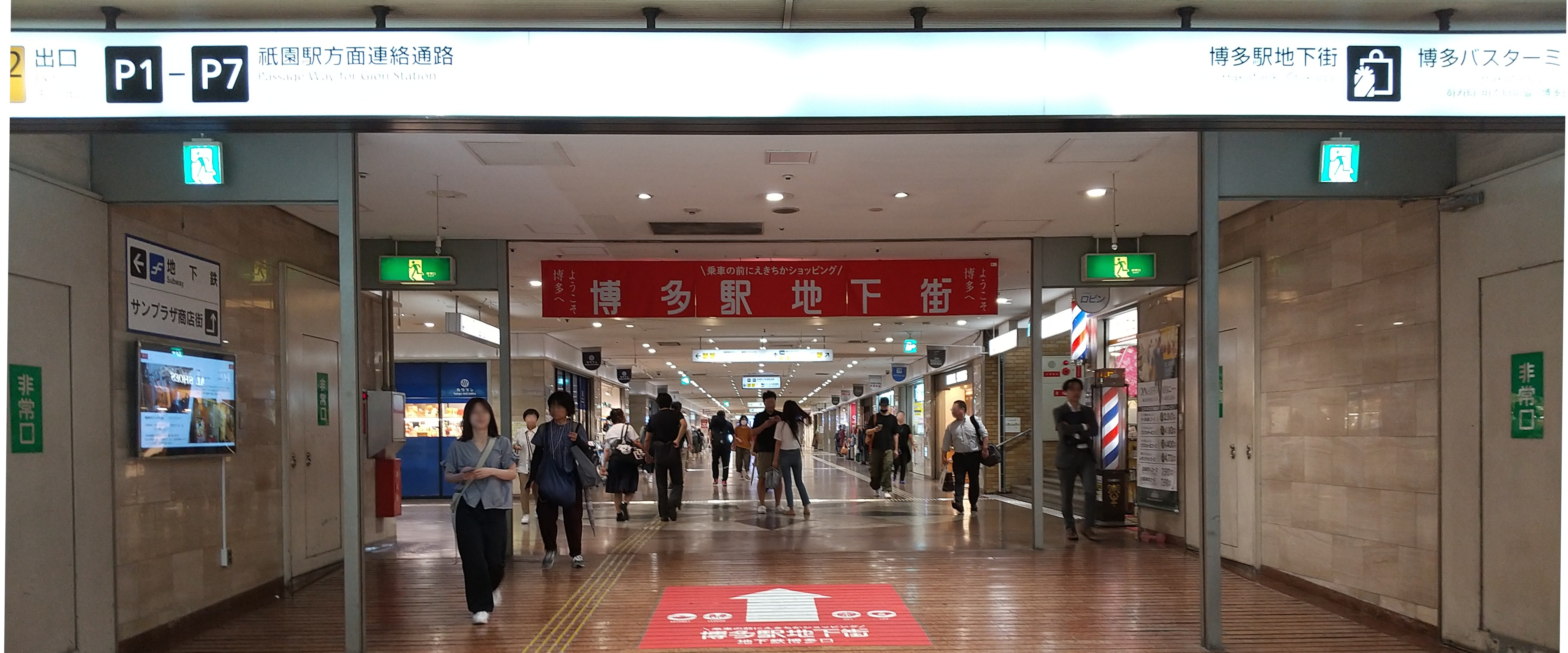
南端より北の眺望

博多駅の現在地への移転【1963年（昭和38年）】や、博多口の旧駅ビル（博多ステーションビル）の開業した1964年（昭和39年）4月から程なく同年11月に開業し、博多駅界隈でも古い歴史を持つ地下街である。
「食堂街一番街」は2007年（平成19年）4月から新駅ビル・JR博多シティ建設工事のため休業し、2011年（平成23年）3月3日の新駅ビル開業時に「博多1番街」としてリニューアルオープンした。
博多1番街・博多駅地下街ともに、新駅ビルJR博多シティや、博多駅前広場南寄りの地下施設、さらに地下鉄七隈線の博多駅「A」方面出入口等とも直結、あるいは地下鉄コンコース経由で連絡する。
2011年（平成23年）10月31日には、前述の「アミュ地下」と福岡センタービル、西日本シティ銀行との間が、歩行者用通路「はかた駅前通り地下通路」で結ばれている。
住居表示は福岡県福岡市博多区博多駅中央街地下1号 - 5号。駅周辺などについては博多駅の項目を参照されたい。

## 主要な店舗
- ユニクロ
- マツモトキヨシ
- チケットふくおか

## 歴史
- 1964年（昭和39年）11月開業